# Paul Mauriat
Paul Mauriat (ur. 4 marca 1925 w Marsylii, zm. 3 listopada 2006 w Perpignan) – francuski dyrygent orkiestry.
Zasłynął remakiem piosenki Andrégo Poppa Love is blue, która w 1968 roku przez 5 tygodni była na 1. miejscu amerykańskich list przebojów.

## Życiorys
Mauriat dorastał w Marsylii i rozpoczął własną działalność zespołu podczas drugiej wojny światowej. W 1950 roku został dyrektorem muzycznym dwóch piosenkarzy: Charles'a Aznavoura i Maurice'a Chevaliera. Współpracował także z Petulą Clark. W 1969 roku rozpoczął swoje pierwsze światowe tournée, odwiedzając kraje takie jak: Stany Zjednoczone, Kanada, Japonia, Korea Południowa, Brazylia i inne kraje Ameryki Łacińskiej. W 1998 r. dokonał ostatniego występu z orkiestrą, która działa do dziś.

## Twórczość
Paul Mauriat skomponował ponad 1000 utworów. Sprzedał ponad 40 milionów albumów na całym świecie.

## Dyskografia[4]
| - Paris by Night (1961) - Plays Standards (1963) - Paul Mauriat Joue pour les Enfants (1963) - Album No 1 (1965) - Russie De Toujours (1965) - Album No 2 (1965) - Album No 3 (1966) - Prestige de Paris (1966) - Album No 4 (1966) - Bang, Bang (1966) - Prevailing Airs (1967) - Gone is Love (1967) - More Mauriat (1967) - Mauriat Magic (1967) - Album No 5 (1967) - Noëls (1967) - Album No 6 (1967) - Love Is Blue (1968) - Viva Mauriat (1968) - Mauriat Slows (1968) - Rain and Tears (1968) - Cent Mille Chansons (1968) - Rhythm and Blues (1968) - Doing My Thing (1969) - Je T'aime...Moi Non Plus (1969) - Un Jour, Un Enfant (1969) - Vole, Vole, Farandole (1969) - Paul Mauriat Joue Chopin (1970) - C'est La Vie... Lily (1970) - Gone is Love (1970) - Comme J'ai Toujours Envie D'aimer (1970) - Paloma Embriagada (1970) - Un Banc, Un Arbre, Une Rue (1971) - Mamy Blue (1971) - Penelope (1971) - El Condor Pasa (1971) - Tombe La Neige (1971) - Apres Toi (1972) - L'Avventura (1972) - Last Summer Day (1972) - Paul Mauriat Joue Les Beatles (1972) | - Le Lac Majeur (1972) - Forever and Ever (1973) - Nous Irons à Vérone (1973) - Last Tango In Paris (1973) - Good bye, My Love, Good bye (1973) - White Christmas (1973) - Viens ce Soir (1974) - Retalhos de Cetim (1974) - Je Pense à Toi (1974) - Le Premier Pas (1974) - I Won't Last a Day Without You (1974) - Have You Never Been Mellow? (1974) - L'Été Indien (1975) - Entre Dos Aguas (1975) - The Best of Paul Mauriat - 10 Years with Philips (1975) - From Souvenirs to Souvenirs (1975) - Lili Marlene (1975) - Stereo Spectacular (1975) - Love Sounds Journey (1976) - Michelle (1976) - Love Is Still Blue (1976) - Il Était une Fois... Nous Deux (1976) - Chanson D'amour (1977) - C'est La Vie (1977) - Hymne à l'Amour (1977) - Brasil Exclusivamente (1977) - L'Oiseau et l'Enfant (1977) - Overseas Call (1978) - Dans les Yeux d'Émilie (1978) - Brasil Exclusivamente Vol.2 (1978) - Too Much Heaven (1979) - Nous (1979) - Copacabana (1979) - Aerosong (1980) - Chromatic (1980) - Brasil Exclusivamente Vol.3 (1980) - Reality (1981) - Roma dalla Finestra (1981) - Pour Le Plaisir (1981) - Je n'Pourrais Jamais t'Oublier (1981) | - Tout Pour Le Musique (1982) - Magic (1982) - I Love Breeze (1982) - Descendant Of The Dragon (1982) - Wild Spring (1983) - Summer Has Flown (1983) - Olive Tree (1984) - Piano Ballade (1984) - The Seven Seas (1984) - Chromatic (1984) - Transparence (1985) - The Best of Paul Mauriat 2 - 20 Years with Philips (1985) - Classics In The Air (1985) - Windy (1986) - Classics In The Air 2 (1986) - Song For Taipei (1986) - Classics In The Air 3 (1987) - Nagekidori (1987) - Best Of France (1988) - The Paul Mauriat Story (1988) - Serenade (1989) - Iberia (1989) - Remember (1990) - You Don't Know Me (1990) - Gold Concert (1990) - Retrospective (1991) - Nostal Jazz (1991) - Emotions (1993) - The Color Of The Lovers (1994) - Now And Then (1994) - Soundtracks (1995) - Quartet For Kobe (1995) - Escapades (1996) - Cri D'amour (1996) - 30th Anniversary Concert (1996) - Romantic (1997) - Sayonara Concert (1998) - I Will Follow Him (2000) - All The Best (2003, In China) - Blooming Hits (2006, Universal Music Enterprises, a Division of UMG Recordings, Inc., Santa Monica, CA) - Paul Mauriat Boxsets Vol 3 & 4 (2007, Universal Music, Japan) |